# Shenphen Rinpoče
Shenphen Rinpoče (pravo ime Ronan Chatellier), laični budistični Lama, * 10. januar 1969, Francija.V Sloveniji dejaven med letoma 2002 in 2012, ko je odšel v Francijo, v Sloveniji pa proti njemu potekajo sodni postopki zaradi obtožb za kazniva dejanja zoper spolno nedotakljivost.  

## Učitelji, tradicija, dejavnost
Kot navajajo v budistični kongregaciji Dharmaling, ki jo je sam ustanovil leta 2000, naj bi bil prvotno posvečen leta 1985, pri šestnajstih letih od Kjabdže Thubtena Zope Rinpočeja. Kasneje naj bi bil polno posvečen od Tenzina Gyatsa, 14. Dalajlame, česar pa predstavništvo slednjega ni moglo potrditi. Chatellier naj bi bil prepoznan kot Tulku Lame Genduna Rabgyea iz samostana Kharnang,Tibet. V kongregaciji Dharmaling navajajo, da je bil prvi Chatellierjev učitelj Gelug mojster Kensur Geše Tegchok, drugi pomembni učitelji pa Thubten Zopa Rinpoče, 14. Dalajlama, Gomo Tulku, Lama Gendun Rinpoče in Dilgo Khyentse Rinpoče. Chatellier je bil po lastnih besedah deležen tradicionalnega urjenja in naj bi prejel številne transmisije iz tradicije tibetanskega budizma, v Dharamsali in samostanu Sera-Jhe (Indija), prav tako v samostanu Kharnang (Tibet), želi poučevati budizem, ki ni prežet s tibetansko kulturo in ki gre preko meja izobraževalnih in političnih korenin Tibeta. Chatellier zagovarja budizem, ki bi bil tesneje povezan z družbo, ki bi ponujal več podpore širši javnosti (obiski bolnišnic, šolska izobrazba) in se osredotočal predvsem na uporabo Darme v vsakdanjem življenju. Zato se je že pred leti lotil prilagajanja tibetanskega budizma zahodnemu svetu. Prilagoditve se nanašajo tudi na oblačila. Chatellier je oblikoval bolj »zahodnjaški« tip budističnih oblačil.

Leta 1986 so Chatellierja zaprosili, da začne učiti, kar počne od tedaj. Po nekaj letih življenja v samostanu se je lotil humanitarnih dejavnosti, zaradi katerih ga je pot za več kot pet let popeljala v Indijo, Nepal in Rusijo (kjer je delal z brezdomnimi otroki). Med letoma 1998 in 2001 je služil kot vodja centra za umike v Grčiji, ki deluje pod okriljem Zavoda za ohranitev tradicije mahajana (FPMT, Foundation for the Preservation of the Mahayana Tradition); v tem zavodu so leta 2020 po ugotovljenih spolnih zlorabah zamenjali vodstvo in sprejeli ustrezne ukrepe za preprečitev tovrstnih dejanj. 

## V Sloveniji
Leta 2000 je Chatellier ustanovil budistično kongregacijo v Sloveniji, nato pa še majhen center v Španiji, kjer je ostal do leta 2002, ko je dobil stalno prebivališče v Sloveniji. Tedaj je navezal stike z nekaj vidnejšimi osebnostmi, med njimi takratnim predsednikom Janezom Drnovškom. Leta 2003 je po izrednem postopku kot verski voditelj pridobil slovensko državljanstvo. V oporo organizaciji Chatellierjevih humanitarnih dejavnosti so v Sloveniji leta 2002 ustanovili Multidisciplinarno mednarodno kulturno in humanitarno društvo AMCHI. Leta 2009 je bil podpisan sporazum med slovensko vlado in budistično kongregacijo Dharmaling o njene pravnem položaju verske skupnosti. Po tistem so Chatellierja, laičnega budističnega lamo, redno sprejemali tudi državni voditelji.

## Sodni pregon v Sloveniji
Chatellier je Slovenijo zapustil leta 2012, ko ga je eden od posvojenih otrok obtožil spolnega napada. Iz pripora je bil izpuščen, ko je prijavitelj umaknil ovadbo. Istega leta je odmeval fizični napad neznancev nanj, za katerega pa je policija ocenila, da ga je insceniral sam, in ga ovadila za krivo prijavo. Sam se je medtem vrnil v Francijo; odtlej pogosto potuje po Evropi in predava, Sloveniji pa se izogiba, tudi razpisanim sodnim obravnavam. Kot razlog navaja bodisi občutek ogroženosti, bodisi zdravstvene težave, za katere pa sodišču kljub večkratnim pozivom ni poslal ustrezne zdravniške dokumentacije.
Sodišče zaradi njegove odsotnosti ni pričelo z obravnavo, tako da je ovadba za krivo prijavo zastarala leta 2017. Proti njemu pa se je pričel še nov postopek zaradi obtožbe spolnega napada na mladoletnico. Spolne zlorabe ga je obtožila njegova posvojenka Katja Pančur, ki je o svoji življenjski poti večkrat javno govorila. Po tem ko se Chatellier ni pojavil na nobenem razpisanem naroku in za odsotnost ni posredoval prepričljivega opravičila, je senat Okrožnega sodišča v Ljubljani na predlog tožilstva 11. marca 2025 zanj odredil pripor, v začetku maja istega leta pa izdal še tiralico.